# Alawar Entertainment
Alawar Entertainment este o companie rusă de jocuri video, care dezvoltată și distribuie jocuri video și care a fost înființată în anul 1999. Compania permite jucătorului să descarce o versiune gratuită, de obicei varianta de 30 de minute, apoi pentru a juca jocul complet trebuie să plătească. Alawar a publicat mai mult de 200 de jocuri pentru PC în întreaga lume, inclusiv serii de jocuri descărcabile cum ar fi Farm Frenzy, Craze, PacMania și The Treasures of Montezuma. Compania a dezvoltat recent jocuri pentru iPhone, iPad, PlayStation 3, Nintendo DS și Mac OS X.